# De Havilland Puss Moth
de Havilland DH.80A Puss Moth là một loại máy bay thông dụng 3 chỗ, do hãng de Havilland Aircraft Company thiết kế chế tạo giai đoạn 1929-1933.

## Biến thể
- de Havilland DH.80:
- de Havilland DH.80A Puss Moth:

## Quốc gia sử dụng
Úc
- Marshalls Airways

 Belgian Congo
- Force Publique

 Canada
- Không quân Hoàng gia Canada

 Independent State of Croatia
- Không quân Nhà nước Độc lập Croatia

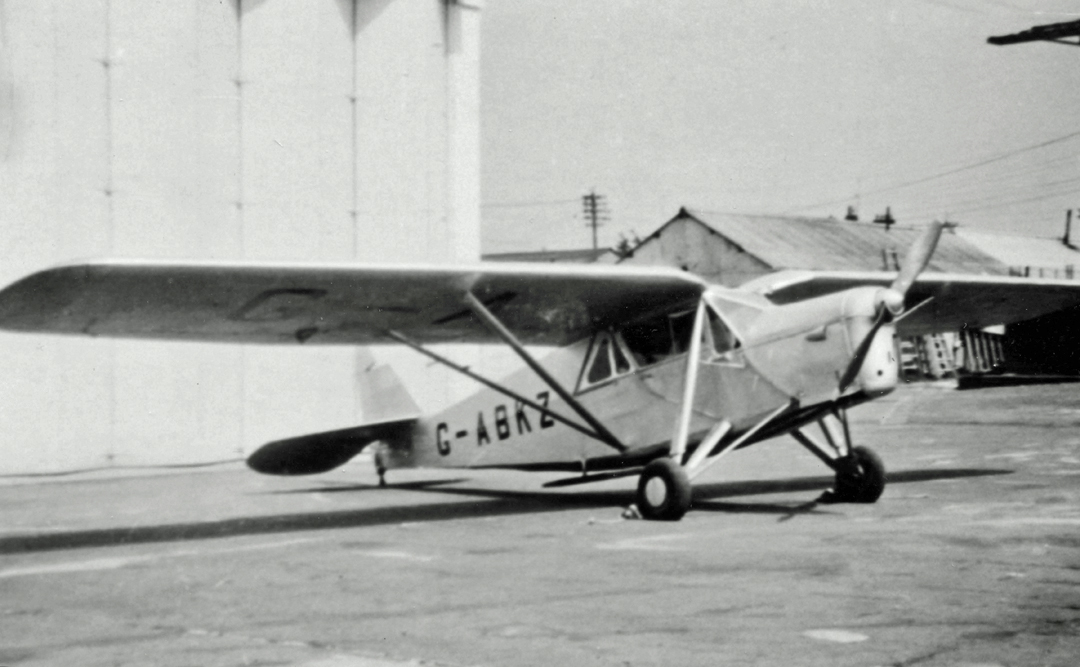
DH.80A

 Đức
- Luftwaffe (số lượng nhỏ)[1]

 India
- Air India [2]

 Iraq
- Không quân Iraq

 New Zealand
- Không quân Hoàng gia New Zealand

 South Africa
- Không quân Nam Phi

 Cộng hòa Tây Ban Nha
- Không quân Cộng hòa Tây Ban Nha

Bản mẫu:Country data Spanish State
- Không quân Tây Ban Nha

 Anh Quốc
- Aberdeen Airways
- Air Commerce
- Air Taxis
- Birkett Air Service
- British Air Navigation
- East Anglian Flying Services
- Không quân Hoàng gia

 Hoa Kỳ
Hải quân Hoa Kỳ

## Tính năng kỹ chiến thuật (DH.80)

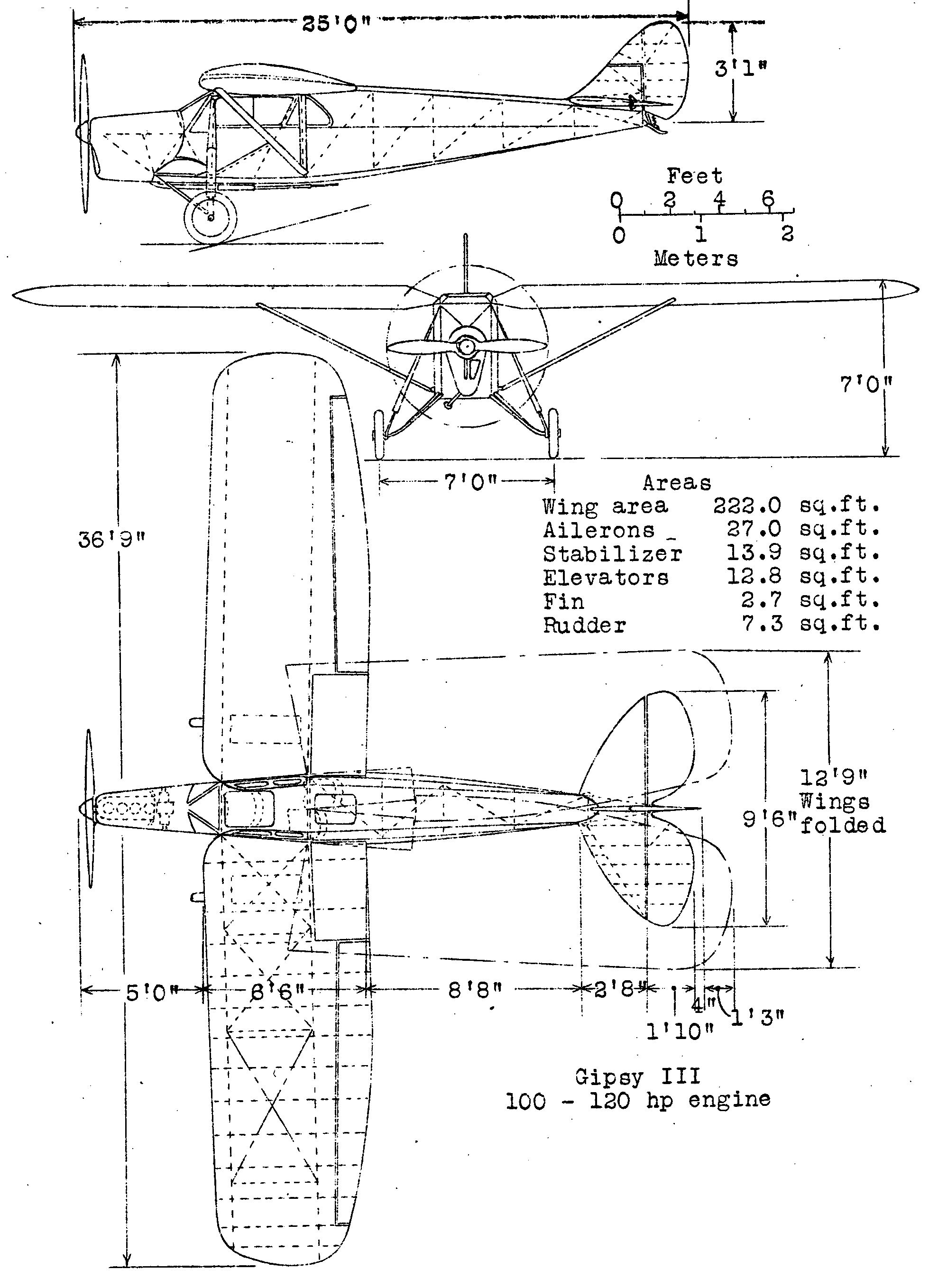
De Havilland Puss Moth

Dữ liệu lấy từ Jackson, 1974.
Đặc điểm tổng quát
- Kíp lái: 1
- Sức chứa: 1 - 2 hành khách
- Chiều dài: 25 ft 0 in (7,6 m)
- Sải cánh: 36 ft 9 in (11,2 m)
- Chiều cao: 7 ft 0 in (2,1 m)
- Diện tích cánh: 222 ft² (20,6 m²)
- Trọng lượng rỗng: 1.265 lb (575 kg)
- Trọng lượng có tải: 2.050 lb (932 kg)
- Động cơ: 1 × de Havilland Gipsy III, 120 hp (97 kW)

 Hiệu suất bay 
- Vận tốc cực đại: 128 mph (196 km/h)
- Tầm bay: 300 mi (483 km)
- Trần bay: 17.500 ft (3.335 m)
- Vận tốc lên cao: 630 ft/phút (192 m/phút)